# Podnoszenie ciężarów na Letnich Igrzyskach Olimpijskich 2004 – waga lekka mężczyzn
Rywalizacja w wadze do 69 kg mężczyzn w podnoszeniu ciężarów na Letnich Igrzyskach Olimpijskich 2004 odbyła się 18 sierpnia Hali Olimpijskiej Nikea. W rywalizacji wystartowało 17 zawodników z 16 krajów. Tytułu sprzed czterech lat nie obronił Bułgar Gyłybin Boewski, który tym razem nie startował. Nowym mistrzem olimpijskim został Chińczyk Zhang Guozheng, srebrny medal wywalczył Lee Bae-young z Korei Południowej, a trzecie miejsce zajął reprezentujący Chorwację Nikołaj Peszałow.

## Wyniki
| Pozycja | Zawodnik             | Reprezentacja    | Grupa | Waga  | Rwanie | Rwanie | Rwanie | Podrzut | Podrzut | Podrzut | Wynik |
| Pozycja | Zawodnik             | Reprezentacja    | Grupa | Waga  | 1      | 2      | 3      | 1       | 2       | 3       | Wynik |
| ------- | -------------------- | ---------------- | ----- | ----- | ------ | ------ | ------ | ------- | ------- | ------- | ----- |
| 1. !    | Zhang Guozheng       | Chiny            | A     | 68,74 | 152,5  | 157,5  | 160,0  | 187,5   | 192,5   | 192,5   | 347,5 |
| 2. !    | Lee Bae-young        | Korea Południowa | A     | 68,43 | 147,5  | 152,5  | 152,5  | 185,0   | 190,0   | 195,0   | 342,5 |
| 3. !    | Nikołaj Peszałow     | Chorwacja        | A     | 68,07 | 150,0  | 150,0  | 155,0  | 182,5   | 187,5   | 192,5   | 337,5 |
| 4       | Turan Mirzayev       | Azerbejdżan      | A     | 68,80 | 147,5  | 152,5  | 152,5  | 180,0   | 185,0   | 190,0   | 332,5 |
| 5       | Vencelas Dabaya      | Kamerun          | A     | 67,94 | 140,0  | 145,0  | 147,5  | 182,5   | 187,5   | 192,5   | 327,5 |
| 6       | Siarhiej Łaurenau    | Białoruś         | A     | 68,89 | 147,5  | 152,5  | 152,5  | 170,0   | 170,0   | 170,0   | 317,5 |
| 7       | Romuald Ernault      | Francja          | B     | 68,63 | 142,5  | 147,5  | 147,5  | 165,0   | 170,0   | 170,0   | 307,5 |
| 8       | Yukio Peter          | Nauru            | B     | 68,71 | 130,0  | 135,0  | 137,5  | 167,5   | 175,0   | —       | 302,5 |
| 9       | Stănel Stoica        | Rumunia          | B     | 68,96 | 135,0  | 140,0  | 142,5  | 160,0   | 167,5   | 167,5   | 302,5 |
| 10      | Kuo Cheng-wei        | Chińskie Tajpej  | B     | 68,84 | 132,5  | 135,0  | 135,0  | 165,0   | 165,0   | 170,0   | 297,5 |
| 11      | Julio Idrovo         | Ekwador          | B     | 68,31 | 135,0  | 140,0  | 142,5  | 150,0   | 155,0   | 160,0   | 295,0 |
| 12      | Abdulmohsen Al-Bagir | Arabia Saudyjska | B     | 68,54 | 127,5  | 132,5  | 135,0  | 155,0   | 160,0   | 160,0   | 287,5 |
| —       | Miroslav Janíček     | Słowacja         | B     | 68,98 | 125,0  | 125,0  | 130,0  | 155,0   | 155,0   | 155,0   | —     |
| —       | Mehdi Panzwan        | Iran             | A     | 68,01 | 147,5  | 152,5  | 152,5  | 172,5   | 172,5   | 172,5   | —     |
| —       | Jafar Al-Bagir       | Arabia Saudyjska | B     | 68,63 | 135,0  | 135,0  | 135,0  | —       | —       | —       | —     |
| —       | Suriya Dattuyawat    | Tajlandia        | B     | 68,07 | 137,5  | 142,5  | 142,5  | —       | —       | —       | —     |
| —       | Youssef Sbai         | Tunezja          | A     | 68,41 | 147,5  | 147,5  | 147,5  | —       | —       | —       | —     |